# 東京大宮電気鉄道
東京大宮電気鉄道（とうきょうおおみやでんきてつどう）は、昭和初期に埼玉県の大宮と東京市巣鴨の間を結ぶ高速鉄道を計画していた会社。

## 経緯
1926年（大正15年）10月、鉄道省が「東京近郊地方鉄道網案」を策定し、この中に示された「放射5号線」が、大塚から志村を経て戸田までの8.83キロメートルの路線として計画された。更に、将来の延伸先として大宮の名が記されていた。
この「放射5号線」を実現するために、1927年（昭和2年）4月19日に鉄道免許状が下付されると1928年（昭和3年）4月10日、東京市麹町区永楽町の日本工業倶楽部にて、創立総会が開催された。路線は当初省線大宮駅を起点に、途中、国道9号（現・国道17号）沿いに与野、浦和、蕨、板橋を経て省線大塚駅に達するものと計画され、「延長出願線」として志村から分岐して新宿駅へ向かう路線も構想していたようである。しかしその後計画が変更され、起点が大宮氷川公園（現・大宮公園）、終点が巣鴨駅となった。この変更は、大宮側は京王御陵線を手本に氷川公園への行楽客輸送を目的にし、東京側は東京市が計画していた市営地下鉄（巣鴨 - 万世橋間）に接続するようにしたものであった。
この会社は東京 - 大宮間に高速鉄道を建設し、一般旅客及び貨物の運輸事業が第一の目的であったがそのほか土地家屋の売買及び賃貸、電燈・電力の供給、自動車運輸事業などの兼営としており典型的な郊外鉄道としての経営戦略を示していた。資本金が600万円、株式総数は12万株、会社設立登記は1928年（昭和3年）4月16日、社長に秩父セメントの諸井恒平取締役に片倉製糸の今井五介や博文館の大橋新太郎などの実業家が名を連ねていた。東京大宮電気鉄道は沿線の産業、土地開発に多大な貢献をするものと大いに期待され、渋沢栄一らの支援を受けた。だが、こうした期待とは裏腹に予定地の地価の高騰に因り土地買収が困難となり計画途中で終わった。
なお、1930年（昭和5年）5月までは会社は存続していたようであり、株主は殆どは東京在住者で埼玉在住者はきわめて少なかったようである。
敷設免許は1930年（昭和5年）10月に大東京鉄道に譲渡されて「巣鴨線」という路線名となった。 同社は金町電気鉄道時代に申請していた荻窪駅から大宮へ向かう「大宮線」の敷設免許を1929年（昭和4年）6月28日に下付されていたが、両線の免許は1935年（昭和10年）8月3日に失効した。